# Montesolaro
Montesolaro è una frazione italiana di 1 620 abitanti del comune di Carimate (CO), situata a 320 m sul livello del mare. Parrocchia fin dal Rinascimento, non si erse mai nonostante ciò a municipio, uno dei pochi casi in terra lombarda.
Il nome deriva dal latino "mons solarium" che significa "monte esposto al sole".
Collocata nella parte meridionale della provincia di Como, nella zona collinare a nord dell'area brianzola, Montesolaro confina a nord con il comune di Cantù, a sud con quello di Carimate, a est con Figino Serenza. Dista 42 km dall'aeroporto di Milano-Malpensa, 32 km da Milano e 17 km da Como.

## Economia
Le attività industriali impiegano quasi la metà della forza lavorativa. Molto importante è la manifattura di mobili, con una forte presenza di aziende medio piccole nel settore. Circa il 15% dell'impiego è nel settore dei servizi, di cui una parte nel settore alberghiero e della ristorazione.